# Sextus Lucilius Bassus
Sextus Lucilius Bassus (gestorben 73 n. Chr.) war ein römischer Ritter und Flottenpräfekt, der nach dem Vierkaiserjahr 69 n. Chr. in den Senatorenstand erhoben wurde. Anschließend ist er als Legat von Judäa belegt, wo er die Legio X Fretensis im Jüdischen Krieg kommandierte.

## Leben
Der Vorname des Lucilius Bassus ist nur durch Militärdiplome überliefert. Unter Vitellius war er zunächst Kommandant einer Reitereinheit und wurde dann gleichzeitig zum Kommandanten der beiden bedeutendsten römischen Flotten in Ravenna und Misenum bestimmt, was außergewöhnlich war.
Nachdem Vespasian im Osten zum Kaiser ausgerufen worden war, strebte Lucilius Bassus zusammen mit Aulus Caecina Alienus den Abfall von Vitellius und die Übergabe der ravennatischen Flotte an die Vespasianer an. Dies war leicht möglich, da die meisten Flottensoldaten aus Provinzen stammten, die bereits in der Hand Vespasians waren und sie vorher dem Otho lange Gefolgschaft leisteten. Doch ernannten die Soldaten Cornelius Fuscus zu ihrem Kommandanten. Bassus wurde in Haft genommen und nach Atria gebracht. Auf Befehl des kaiserlichen Freigelassenen Hormus wurde er befreit und unter Vespasian erneut in sein Flottenkommando eingesetzt. Auch das Kommando über die Flotte von Misenum erhielt er später zurück, obwohl auch diese Flotte unter ihrem neuen Kommandanten Claudius Apollinaris zwischenzeitlich von Vitellius zu Vespasian übergetreten war.
Die Militärdiplome zeigen, dass Lucilius Bassus mindestens bis zum Jahr 71 in beiden Ämtern verblieb. In dieser Zeit muss er in den Senatorenstand aufgestiegen sein, denn er ist wohl identisch mit dem ab 72 im Jüdischen Krieg erwähnten legatus Augusti pro praetore. In diesem Krieg nahm er nach dem Fall Jerusalems die bedeutenden Festungen Herodium und Machaerus ein. Vor dem Fall Masadas starb er. Sein Nachfolger wurde Lucius Flavius Silva Nonius Bassus.